# 克里索維奇
49°45′44″N 23°8′55″E / 49.76222°N 23.14861°E
克里索維奇（烏克蘭語：Крисовичі），是烏克蘭西部的村莊，隸屬利維夫州的亞沃里夫區。該村始建於1459年，面積0.63平方公里，海拔高度211米，2001年人口609，人口密度每平方公里968.2人。